# Panarion
Panarion (Grieks: Πανάριον, "Medicijnkist"), ook wel Adversus Haereses ("tegen de ketters"), is het belangrijkste werk van kerkvader Epiphanius van Salamis, die er 80 ketterse groeperingen in vermeldt, waaronder de sekte van de Nazareners, van de Nazoreeërs en de Ebionieten aanduidt. Hun ketterijen zouden volgens hem ontstaan zijn na de inname van Jeruzalem door de Romeinen. Deze joodse christenen, die op tijd uit de stad waren weggevlucht, verbleven in de stad Pella aan de overkant van de Jordaan. Epiphanius ontleende zijn kennis aan Eusebius die een geschiedenis over het vroege christendom heeft geschreven. Daarnaast beschrijft de Panarion in zeer polemische taal een aantal gnostische groeperingen als de borborieten.